# Sahil

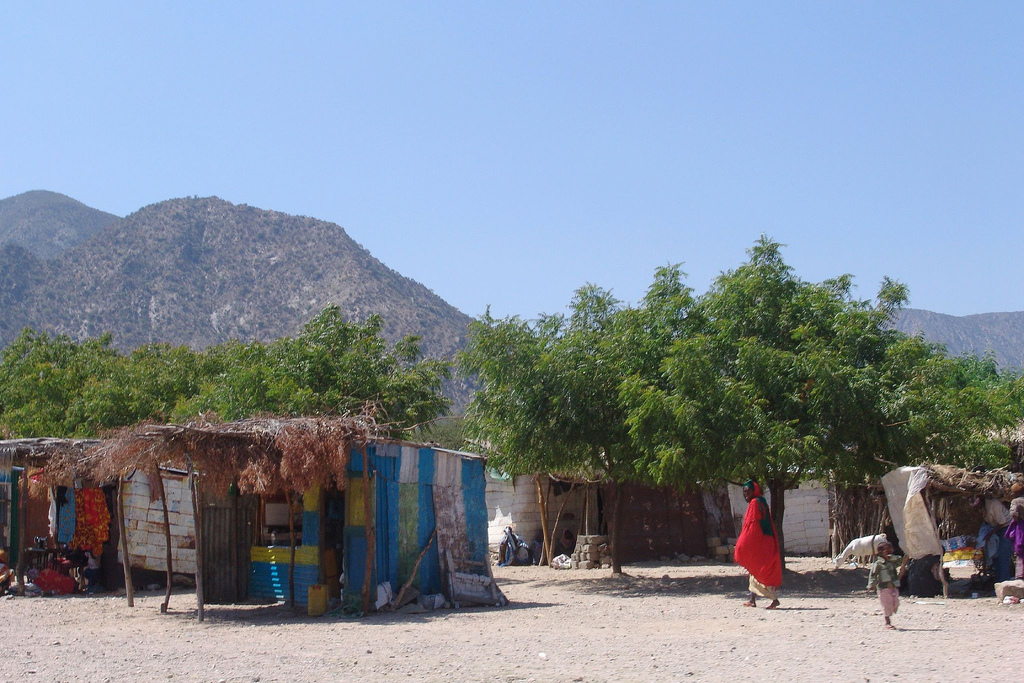
En by i Sahilregionen mellan Berbera och Sheikh

Sahil (somaliska: Saaxiil, arabiska: ساحل) är en region i Somaliland. Huvudstaden är Berbera som även har landets största hamn.‍‍‌ Andra större städer är: Shiikh och Karin (stad).